# فقر الأطفال في الولايات المتحدة
يعاني عدد كبير من الأطفال من فقر الأطفال في الولايات المتحدة. عُدّ الأطفال- اعتبارًا من عام 1992- الفئة العمرية الأكبر تحت خط الفقر، إذ عُدّ حوالي 1 من كل 5 أطفال متأثرًا بالفقر اعتبارًا من عام 2016. يُقاس فقر الأطفال باستخدام الأساليب المطلقة والنسبية، وهو ناتج عن العديد من العوامل، بما فيها العرق والتعليم وهيكلية الأسرة، ولكن العرق يرتبط في النهاية بكل هذه العوامل.
تتسبب التأثيرات على الصحة والتنمية في مشكلات تستمر مدى الحياة ونتائج تعليمية أقل، كما يمكن أن يكون انعدام الأمن الغذائي سببًا لفقر الأطفال. وضعت حكومة الولايات المتحدة برامج تستخدم الإعفاءات والتحويلات الضريبية. أثرت بعض البرامج المجتمعية في مجتمعات معينة ذات معدلات فقر عالية بين الأطفال. تشير الأبحاث- بالنسبة للسياسات المستقبلية- إلى أن زيادة الاستثمار الموجه إلى الأطفال والأسر الفقيرة والصلات بين مقدمي الرعاية الصحية والخدمات المالية يمكن أن تخفض معدل فقر الأطفال.

## الأسباب

### التعليم
تبين أن لمستويات تعليم الوالدين تأثير على احتمالات فقر الأطفال. يعدّ الآباء والأمهات الذين حصلوا على تعليم حتى الشهادة الثانوية فقط أو أقل أكثر عرضة لأن يكونوا فقراء بسبب نقص الوظائف ذات الأجور المرتفعة للعمال ذوي المهارات المنخفضة. قد يتلقى هؤلاء السكان تعليمًا أقل جودة إذا نشأوا في مجتمع فقير، ويؤدي ذلك أيضًا إلى أن يكونوا أقل مهارة وجاذبية لأصحاب العمل. يُرجح أن يكون هؤلاء الأشخاص من ذوي الدخل المنخفض نظرًا لانخفاض مستوى تعليمهم، مما يترجم إلى نقص في الاحتياجات المادية مثل الطعام والكهرباء. قد يعاني هؤلاء السكان أيضًا من مشاكل صحية أكثر، ويمكن أن يعزى ذلك إلى الوراثة أو سوء التغذية، ويُرجح أن يؤدوا مزيدًا من الوظائف الجسدية التي قد تسبب مشاكل صحية في المستقبل.

### هيكلية الأسرة
تؤثر هيكلية الأسرة على احتمالات فقر الأطفال، إذ تغيرت هيكلية الأسرة منذ ستينيات القرن العشرين، وازداد عدد الأسر المعيشية وحيدة الوالد، وخاصة الأسر التي تعيلها أم. كانت الزيادة بشكل خاص في عدد الأسر السوداء وحيدة الوالد، مع فجوة بقدر 30% بين الأسر السوداء والبيضاء الفقيرة، والذي يُرجع سببها إلى احتمال وجود عائلات سوداء تعيلها أمهات عازبات. تشير الدراسات إلى احتمالية أن تكون الأسر المعيشية وحيدة الوالد في حالة فقر، وينطبق ذلك بشكل خاص على الأسر التي تعيلها أمهات عازبات.
تبلغ نسبة الفقر في أسر الأمهات العازبات 30.6% مقابل نسبة 6.2% عند العائلات من المتزوجين، وتكون جميع الأسر ذات المعيل الوحيد أكثر عرضة للفقر في الولايات المتحدة، على عكس معظم دول العالم.
يساهم عدد العاملين في الأسرة في فقر الأطفال، إذ تحصل العائلات التي لديها معيلان أو أكثر على دخل أكبر ويقل احتمال تعرضها لفقر الأطفال، ويُلاحظ هذا الاتجاه على مستوى العالم، لذا فإن الأسر وحيدة الواد في وضع غير موات، لعدم توافر إلا دخل شخص واحد، وهو سبب لارتفاع معدلات فقر الأطفال، وتواجه الأسر التي ليس لديها عائل أكثر مخاطر الفقر.

### الفوارق المكانية
تختلف نسب فقر الأطفال وفق المناطق، مع وجود مناطق ذات معدلات أعلى لفقر الأطفال، بسبب فرص العمل والصناعات والتوزيع العرقي/الإثني. نجد في المقاطعات المعتمدة على التعدين والزراعة والصناعات التابعة للحكومة أعلى مستويات الفقر بنسب 23% و21% و20% على التوالي.
تشيع في المجتمعات التي تعتمد على التعدين والزراعة معدلات إعاقة أعلى ومعدلات منخفضة من تغطية التأمين الصحي، مما يسبب صعوبة في إعالة الأطفال. تبدي المناطق ذات الأشخاص المتنقلين من أجل العمل معدلات فقر أطفال أعلى من المناطق ذات معدلات التنقل العالية بشكل عام. يعدّ الأطفال في المناطق الريفية أكثر تأثرًا بفقر الأطفال. اختفت العديد من الصناعات الرئيسية من هذه المجالات، مما أدى إلى وظائف في قطاع الخدمات ذات رواتب أقل وأقل استقرارًا.
يتركز فقر الأطفال في مناطق معينة من البلاد: أبالاشيا، ودلتا المسيسيبي، ومنطقة الحزام الأسود، والزوايا الأربع، ومحميات الأمريكيين الأصليين، وجنوب غرب تكساس وغيرها. تتميز المنطقة الجنوبية عن غيرها تبًعا لتاريخها من التمييز العنصري، والاعتماد على الزراعة، وفرص التصنيع مؤخرًا. هناك ارتباط وثيق بالزراعة والعرق، لوجود عدد كبير من الأمريكيين الأفارقة الذين يعتمدون على الزراعة. وُجد ارتباط بين مجتمعات الأقليات الكبيرة وارتفاع معدلات فقر الأطفال. بلغ معدل فقر الأطفال في مجتمعات الأقليات الكبيرة 22% بينما كان المعدل 16% في مجتمعات الأقليات الصغيرة. تعدّ البطالة أيضًا عاملًا مكانيًا لفقر الأطفال، وخاصة في مجتمعات الأقليات الصغيرة.

## جائحة كوفيد -19
في الولايات المتحدة ، أدى جائحة كوفيد -19 إلى زيادة فقر الأطفال وآثاره. قبل الوباء ، عانى حوالي 10٪ من الأسر في البلاد من انعدام الأمن الغذائي. بسبب الوباء ، ارتفع معدل انعدام الأمن الغذائي بمعامل 2 أو 3 ، مما أدى إلى معاناة الأطفال من انعدام الأمن الغذائي في حوالي 2 من كل 5 أسر. في المقاطعات الريفية ، تضاعف انعدام الأمن الغذائي من 18٪ إلى 35٪. وتشمل أسباب هذه الزيادة الكبيرة في انعدام الأمن الغذائي انخفاض الإمدادات لبنوك الغذاء وارتفاع معدلات البطالة. من بين أولئك الذين كانوا عاطلين عن العمل خلال الوباء ، أبلغ 31٪ عن انعدام الأمن الغذائي. عشية جائحة Covid-19 ، في عام 2019 ، كان معدل فقر الأطفال في الولايات المتحدة يقارب ضعف مثيله في العديد من البلدان المماثلة ، بما في ذلك كندا وكوريا الجنوبية وألمانيا.
تؤثر وظائف الوالدين أيضًا على النتائج التعليمية عندما يتعين على الأطفال التعلم فعليًا في منازلهم. بدون مشاركة الوالدين ، قد يكون من الصعب على الأطفال مواصلة التعلم عند المستوى الذي تلقوه شخصيًا أو بالقرب منه. في كثير من الأحيان ، يكون لدى الأطفال الفقراء آباء لا يملكون القدرة على العمل في المنزل أو أخذ إجازة ليكونوا معلمين لأطفالهم. قد يكون لدى هؤلاء الأطفال أيضًا وصول محدود إلى التكنولوجيا. من البالغين الذين يكسبون 30 ألف دولار أو أقل ، 34٪ فقط يستخدمون الإنترنت. هذا صحيح أيضا بالنسبة للمجتمعات الريفية. وهذا يؤدي إلى تخلف الأطفال عن نظرائهم الأكثر ثراءً ومرتبطًا بارتفاع معدلات التسرب وانخفاض النتائج التعليمية.
كما زاد انعدام الأمن الغذائي بسبب إغلاق المدارس. شكّل البرنامج الوطني للغداء المدرسي وبرنامج الإفطار المدرسي 70٪ من [التوضيح المطلوب] التغذية اليومية للطفل وخدما ما يقرب من 3 ملايين طفل. نظرًا لأن هذه الوجبات صحية أكثر من تلك الموجودة في المنزل ، فإن وصول الأطفال إلى التغذية دون هذه البرامج أقل. على الرغم من أن بعض المدارس نفذت وجبات سريعة ، إلا أن 11٪ فقط من العائلات استخدمت ذلك لأن العديد من الأطفال الذين يحتاجون إليها لديهم آباء لا يستطيعون أخذ إجازة من العمل أو ليس لديهم وسيلة مواصلات.

## سباق
هناك علاقة واضحة بين فقر الأطفال والعرق. هناك تاريخ من العنصرية في الولايات المتحدة مع مؤسسة تجارة الرقيق ، وقوانين جيم كرو ، والحرب على الجريمة التي سجنت الرجال السود بشكل غير متناسب. لا تزال آثار العنصرية سائدة في الفوارق الموجودة في البلاد وتؤثر على مجتمعات الأقليات في العديد من المؤسسات المختلفة. في الواقع ، لم يتم التعامل مع الفقر في مجتمعات الأقليات حتى الستينيات ، وحتى ذلك الحين ، كانت صورة الفقر ممثلة فقط من قبل البيض الفقراء. لأن العنصرية تؤثر على العديد من جوانب الحياة ، فإن التأثيرات المذكورة أعلاه ناتجة أيضًا عن جزء منها.
اعتبارًا من عام 2014 ، كان حوالي 38٪ من الأطفال الأمريكيين من أصل أفريقي في حالة فقر ، مقارنة بـ 13٪ فقط من الأطفال البيض ، وتتبع مجتمعات الأقليات مثل الهنود الأمريكيين والأسبان / لاتينيين عن كثب بمعدلات 36٪ و 32٪ على التوالي. الأطفال الأمريكيون من أصل أفريقي هم أكثر عرضة من الأطفال البيض لأن يكونوا في فقر مزمن بسبب أجيال متعددة من التمييز. عند حساب الاختلافات في بنية الأسرة ومستويات الدخل ، لا يزال الأطفال السود يعانون من ارتفاع معدلات الفقر مما يدل على أن فقر الأطفال مدفوع بالعنصرية.
تسببت "الحرب على الجريمة" في الستينيات وما تلاها من "الحرب على المخدرات" في الثمانينيات من القرن الماضي في زيادة حبس الأمريكيين السود بمعدلات غير متناسبة. لعب التنميط العنصري دورًا في عمليات الاعتقال والسجن المفرطة بسبب جرائم المخدرات التي أثرت بشكل كبير على مجتمعات السود واللاتينكس. تسبب هذا في نشوء العديد من الأطفال في أسر معيشية ذات والد واحد ، وكانوا أكثر عرضة لتجربة نظام الأحداث و...

## الجوع
الجوع في الولايات المتحدة هو موضوع يؤثر على ملايين الأمريكيين، بما في ذلك البعض من الطبقة المتوسطة، أو الذين يعيشون في منازل حيث يعمل جميع البالغين. ووجدت الأبحاث التي أجرتها وزارة الزراعة الأمريكية أن 14.9٪ من الأسر الأمريكية تعاني من انعدام الأمن الغذائي خلال عام 2011 على الأقل، ويعاني 5.7٪ من انخفاض مستوى الأمن الغذائي.  أبلغ الصحفيون والعاملين في المؤسسات الخيرية عن زيادة الطلب على المساعدات الغذائية الطارئة خلال عامي 2012 و 2013. تنتج الولايات المتحدة أغذية أكثر بكثير مما تحتاجه للاستهلاك المحلي - الجوع داخل الولايات المتحدة ناجم عن عدم امتلاك بعض الأمريكيين المال الكافي لشراء الطعام لأنفسهم أو لعائلاتهم. تشمل الأسباب الإضافية للجوع وانعدام الأمن الغذائي الحرمان من الحي والسياسة الزراعية. يتم التعامل مع الجوع من خلال مزيج من المساعدات الغذائية العامة والخاصة. تشمل التدخلات العامة تغييرات في السياسة الزراعية، وبناء محلات السوبر ماركت في الأحياء المحرومة، والاستثمار في البنية التحتية للنقل، وتطوير حدائق المجتمع. يتم توفير المساعدات الخاصة من خلال مخازن الطعام، ومطابخ الحساء، وبنوك الطعام، ومنظمات إنقاذ الغذاء.